# واترویو، کوئینزلند

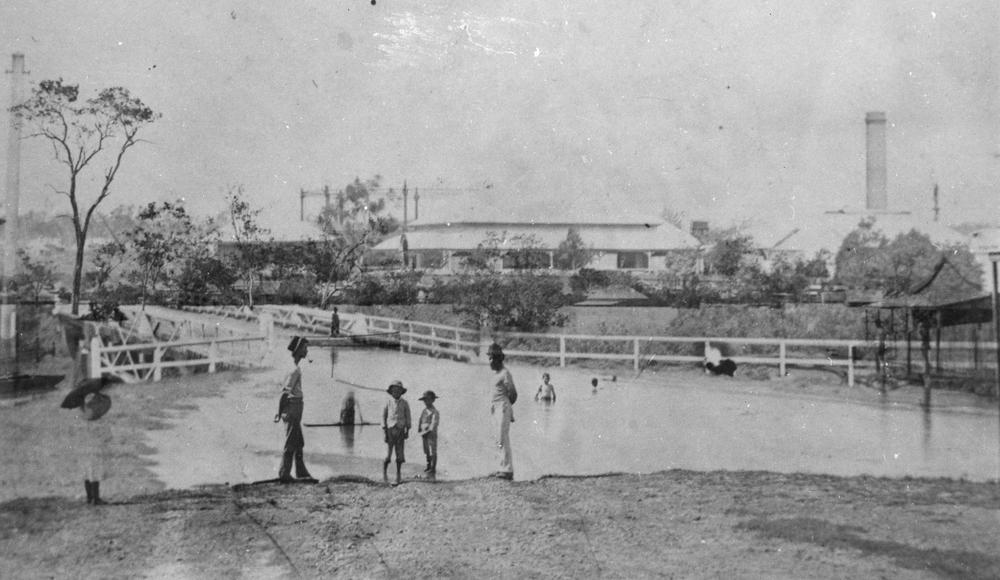
نگاره‌ای کهن از شهر باندابرگ در ایالت کوئینزلند استرالیا - ۱۸۹۳

واتریو (به انگلیسی: Waterview) یک زیستگاه انسانی در نزدیکی شهر باندابرگ در ایالت کوئینزلند استرالیا می‌باشد. این سکونتگاه در سال ۱۸۶۸ (میلادی) و در پی ساخت یک کارخانه الواربری در این منطقه، برای تأمین مسکن کارگران آن، احداث شد. در سال‌های بعد، در پی احداث کارخانجات بیشتر، جمعیت مهاجر بیشتری به این منطقه وارد شدند.